# نوده (داغستان)
نوده (روسی: Нюгди) یک روستا در روسیه است که در شهرستان دربند از توابع داغستان واقع شده است.

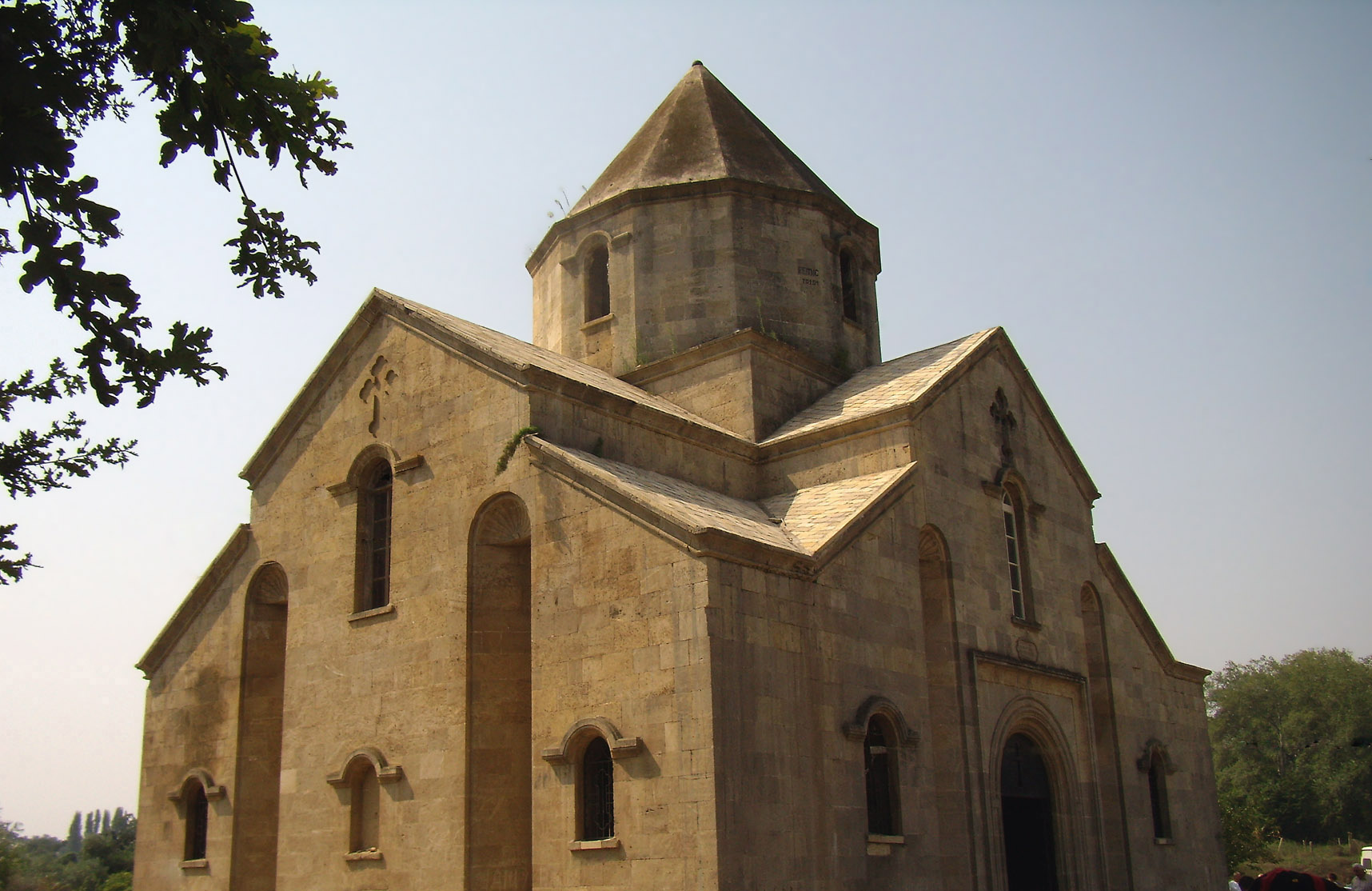
کلیسای ارمنیان در نوده